# Hegyes badargomba
A hegyes badargomba (Psilocybe semilanceata) a harmatgombafélék családjába tartozó, a mérsékelt égövön honos gombafaj, amely pszichoaktív hatású pszilocibint tartalmaz. Birtoklása, termesztése a legtöbb országban illegális.

## Megjelenése

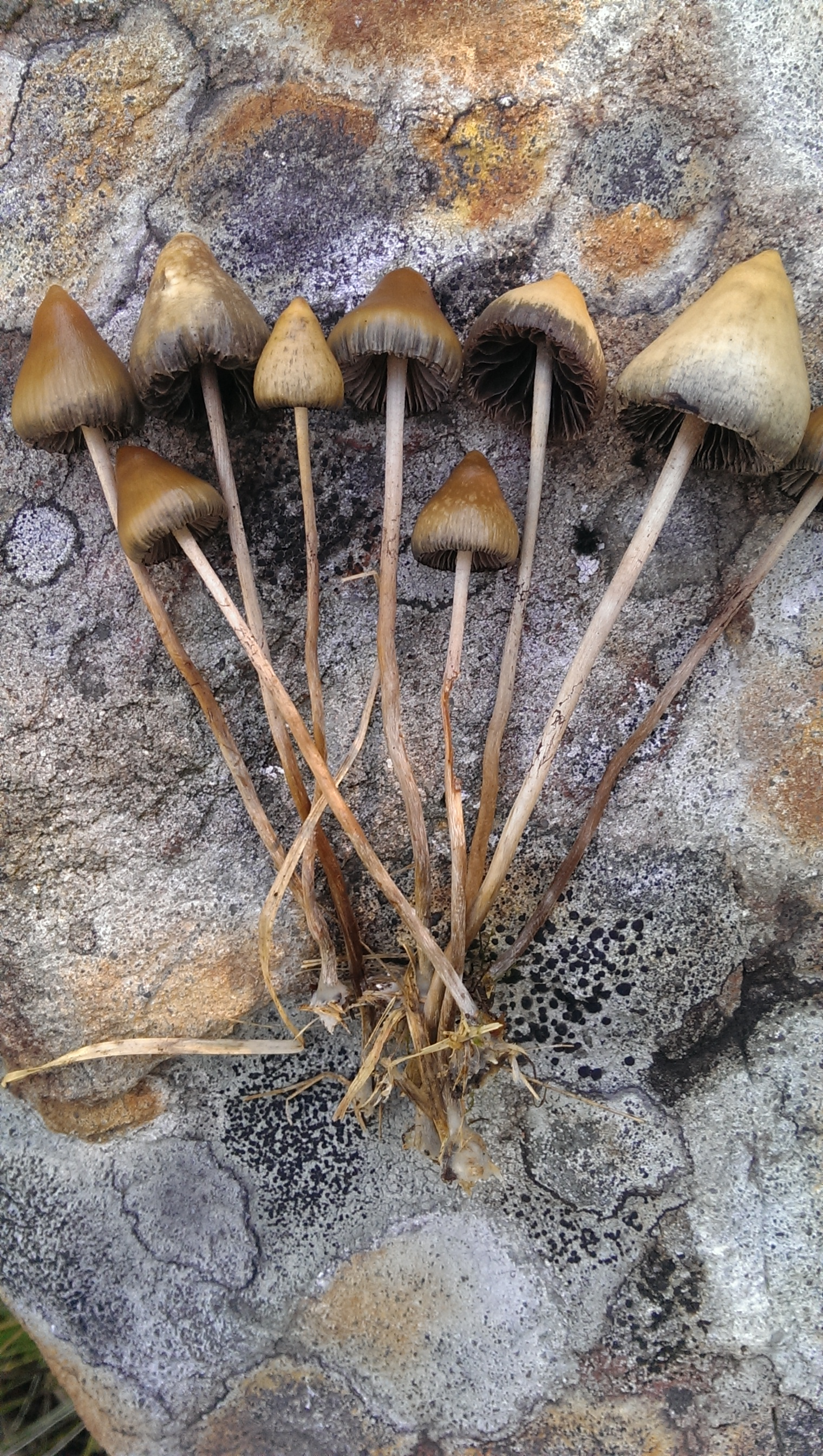
Norvégiában gyűjtött példányok

A hegyes badargomba kalapjának átmérője 0,5-2,5 cm, magassága 0,6-2,2 cm. Alakja a meredeken kúpostól a harangformáig változhat, igen gyakran egy jól kivehető csúccsal a közepén. A fiatal és idős gomba kalapformája nem különbözik jelentősen. Pereme kezdetben befelé hajlik, majd kiegyenesedik, sőt az idős gomba esetében kifelé hajolhat. Színe függ a nedvességtől; nedvesen okkerszínű-halványbarnától egészen gesztenyebarnáig terjedhet a színezete. Közepe sötétebb és esetenként zöldes-kékes árnyalat is megfigyelhető rajta. A nedves gombakalapon hosszanti bordák láthatóak, amelyek megfelelnek a lemezek elhelyezkedésének. A száraz gomba jóval halványabb, sárgás-világosbarna színű. A nedves gomba egy vékony felszíni zselatinszerű réteg miatt ragadós; a réteg megfigyelhető, ha a kalapot kettétörjük és az egyik részt óvatosan hátrahúzzuk. A kiszáradó gombán a réteg kifehéredik és nem húzható le a kalapról. Húsa vékony, színe a kalap színével megegyezik. Szaga és íze lisztes. Sérülésre elkékül, néha az idős gomba magától is kékes színű lesz.
A gombának 15-27 közepesen sűrűn álló, felkanyarodó, a tönkhöz alig hozzánövő lemeze van. Színük kezdetben halványbarna, a spórák érésével sötétszürke-lilásbarnává válnak.
Karcsú tönkje 4,5–14 cm magas és 0,1-0,35 cm vastag. Alakja hengeres, töve felé kissé vastagodik. A fiatal gombán vékony, pókhálószerű, kalapszélt és a tönköt összekötő részleges burok figyelhető meg, amely néha gallérzónát hagy maga után a tönkön.
Spórapora sötét vöröses- vagy lilásbarna. Mikroszkóppal megfigyelhető, hogy spórái oldalról megnyúltak, elölről megnyúltak vagy oválisak. Méretük 10,5–15 x 6,5–8,5 mikrométer. A termőtest 20-31 x 5-9 mikrométeres bazídiumaiban négy spóra érik.

### Hasonló fajok
Európában a közeli rokon Psilocybe strictipes-szel lehet összetéveszteni, amelynek nincs kiemelkedő csúcs a kalapján. Mexikóban él a hasonló külsejű P. mexicana, Thaiföldön pedig a P. samuiensis. Észak-Amerikában honos (illetve egyetlen lelőhelyről Finnországból is ismert) a P. pelliculosa, amelyet csak kisebb spórái alapján, mikroszkóppal lehet megkülönböztetni a hegyes badargombától.
A komolyabban mérgező gombék közül a muszkarintartalmú selymes susulykával (Inocybe geophylla) téveszthető össze, amelynek kalapja fehéres színű, selymes felszínű, lemezei sárgásbarna-halványszürkék, spórapora pedig sárgásbarna.

## Elterjedése
A hegyes badargomba nemzetségének legelterjedtebb tagja. Európában és Észak-Amerikában őshonos, ezen belül Európában megtalálható Ausztriában, Belgiumban, Bulgáriában, Csehországban, Dániában, Észtországban, a Feröer-szigeteken, Finnországban, Franciaországban, Grúziában, Görögországban, Hollandiában, Izlandon, Írországban, Lengyelországban, Litvániában, Magyarországon, Nagy-Britanniában, Németországban, Norvégiában, Olaszországban, Oroszországban, Romániában, Spanyolországban, Svájcban, Svédországban és Szlovákiában. Más források szerint Magyarországról hiányzik. Morfológiai és genetikai szinten nincs jelentős különbség a spanyol és skóciai populációk között.
Észak-Amerikában Kanada keleti és nyugati részein egyaránt megtalálható (Brit Columbia, Új-Brunswick, Új-Fundland, Új-Skócia, Prince Edward-sziget, Ontario és Quebec) Az Egyesült Államokban a csendes-óceáni partvidék északi részén a leggyakoribb. Dél-Amerikában megtalálták Chilében, valamint Ausztráliában és Új-Zélandon is, ahová minden valószínűség szerint behurcolták.

## Életmódja

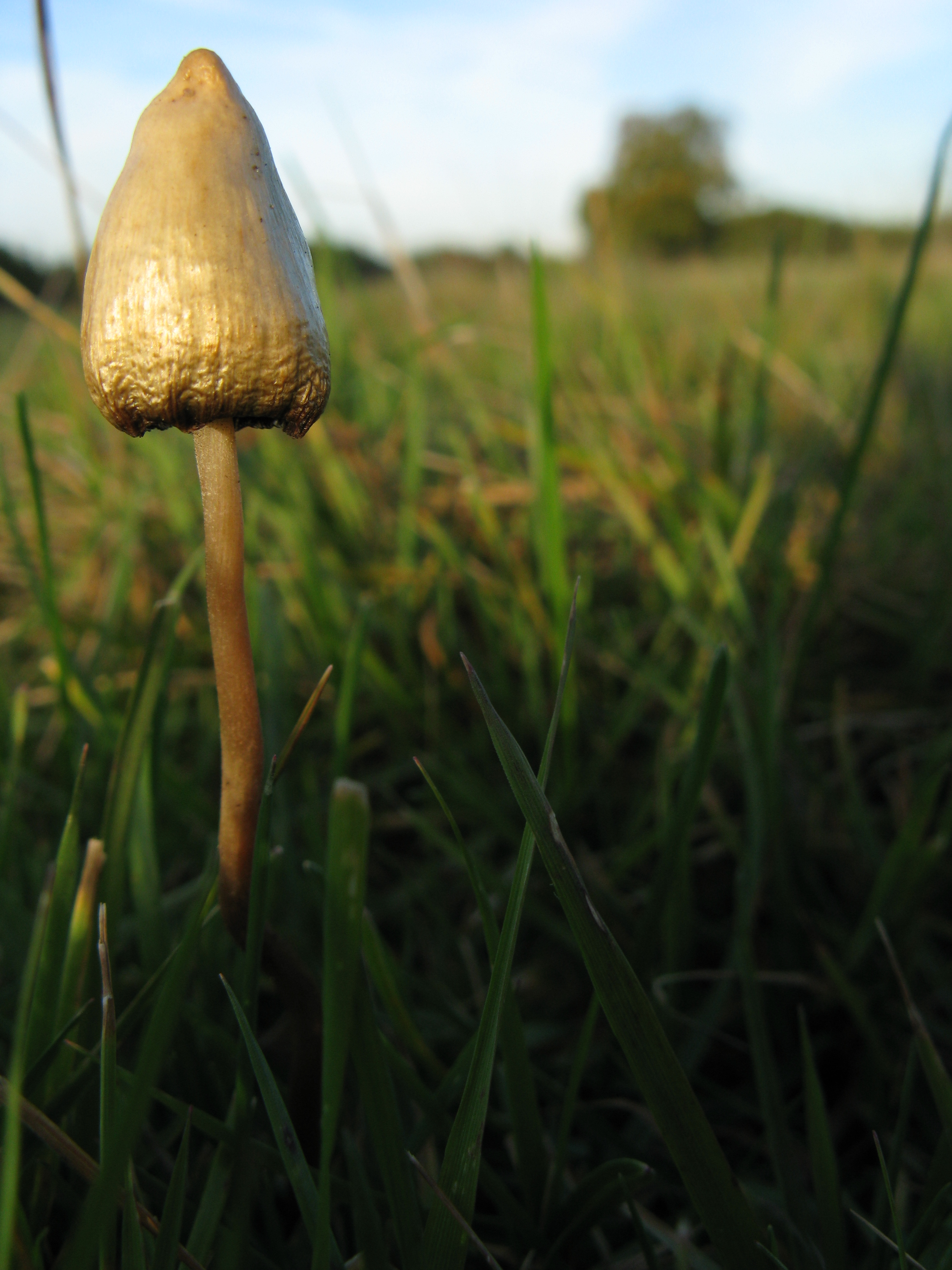
A hegyes badargomba füves réteken nő

A hegyes badargomba magányosan vagy csoportosan nő a tápanyagban gazdag, savanyú talajon, jellemzően füves területeken (réteken, tisztásokon, sok esetben legelőkön, amelyeket bőven megtrágyáztak a legelésző tehenek vagy juhok. A kubai badargombával ellentétben közvetlenül a trágyán nem vagy csak ritkán nő.
Néhány más, réteken élő gombához hasonlóan szkleróciumokat képezhet, olyan tápanyagraktározó képződményt, amely némi védelmet jelent a tüzek és egyéb természeti katasztrófák ellen.
Szaprofiton, vagyis a létfenntartáshoz szükséges tápanyagokat szerves anyagok lebontásával nyeri. Nedves réteken a sások bomló gyökérmaradványain él. Laboratóriumi vizsgálatok kimutatták, hogy képes akadályozni a gyökérrothadást okozó Phytophthora cinnamomi penész növekedését a talajban. A hatás feltehetően két fenolszerű vegyület kibocsátásának köszönhető, amellyel a gomba visszaszorítja versenytársait. Szintén laboratóriumi körülmények között képes volt gátolni a meticillin-rezisztens Staphylococcus aureus szaporodását is, de ennek biokémiai háttere nem ismert.

## Pszichoaktív felhasználása

Pszilocibin

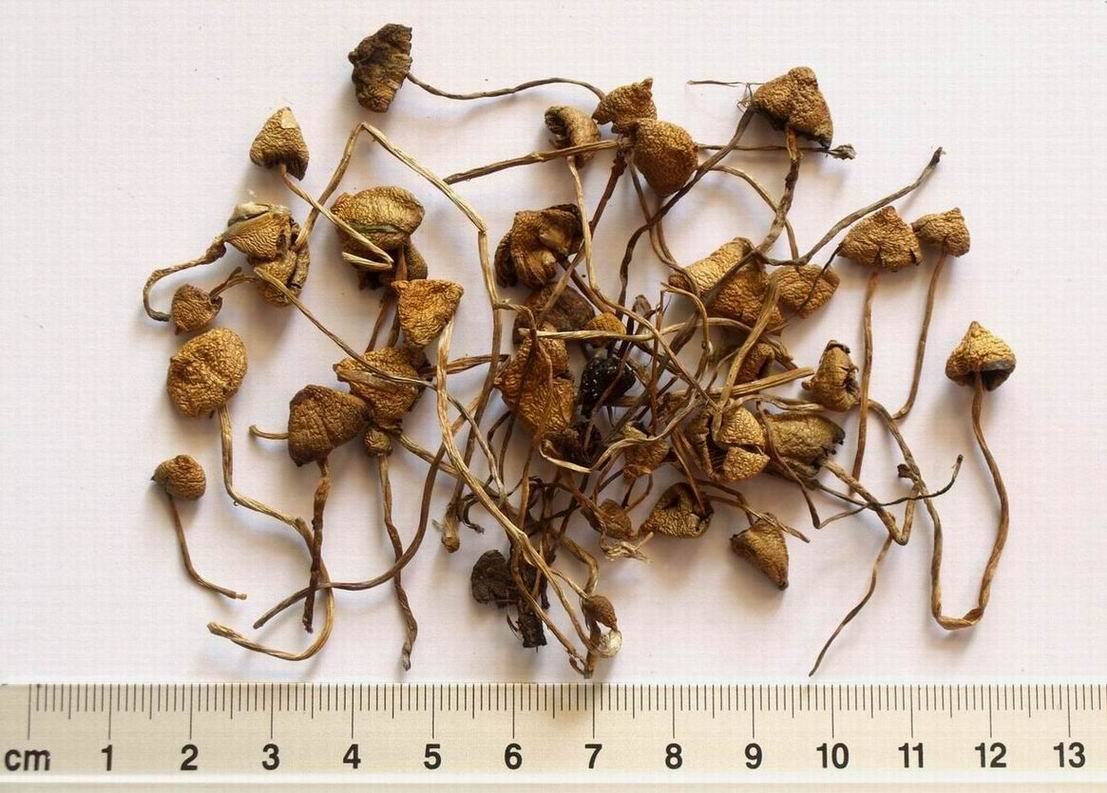
Szárított badargomba

Az első, megbízhatóan dokumentált hegyes badargomba-mérgezésre 1799-ben került sor, amikor egy angol család a londoni Green Parkban szedett gombát fogyasztotta el. Augustus Everard Brande gyógyszerész leírása szerint az apa és négy gyermeke tipikus Psilocybe-mérgezést szenvedett el, kitágult pupillákat, kontrollálatlan nevetést és delíriumot tapasztaltak.
Az 1960-as évek elején a svájci Albert Hofmann — aki az LSD-t szintetizálta - analizálta a hegyes badargombát és papírkromatográfia segítségével megállapította, hogy száraz súlya 0,25%-ának megfelelő pszilocibint tartalmaz. 1963-as publikációja volt az első amely Európában őshonos gomba pszilocibintartalmáról számolt be; korábban hasonló aktivitású gombákat csak Mexikóból, Ázsiából és Észak-Amerikából ismertek. 1965-ben már találtak is hegyes badargombát kanadai egyetemistáktól elkobzott "varázsgomba" között, vagyis megkezdődött "rekreációs" felhasználása. 1977-ben kimutatták, hogy pszilocibin mellett hasonló szerkezetű baeocisztint is tartalmaz.
A későbbi vizsgálatok 0,2-2,37% közötti pszilocibintartalmat találtak (utóbbi a legmagasabb hasonló érték valamennyi gombafaj között). A pszichoaktív hatóanyag viszonylag stabil, 115 éves herbáriumi példányokból is kimutatható, bár idővel fokozatosan csökken.
A hegyes badargomba fogyasztása általában a vizuális szín-, mélység- és alakérzékelés torzulásával jár, és élénk hallucinációkat okoz. A hatás az LSD-éhez hasonlítható, bár annál enyhébb. A mellékhatások közé tartozik a pupillák kitágulása, szívdobogás, kellemetlen közérzet, túlérzékeny reflexek. A tapasztalt hallucináció nagy mértékben függ a fogyasztó személyiségétől, különböző emberek nagyon különböző hatásokat észleltek. Néhány esetben a "varázsgomba" fogyasztásának súlyos következményei voltak, különösen nagy adagok és hosszú ideig tartó fogyasztás esetén. 1998-ban egy lengyel fiatal szíve egy hónapnyi rendszeres fogyasztás után Wolff–Parkinson–White-szindróma tüneteit és aritmiát mutatott, végül miokardiális infarktust szenvedett. A gombafogyasztás másik kockázata, hogy összetévesztik más mérgező fajokkal. Egy osztrák férfi narancsvörös pókhálósgombát (Cortinarius rubellus) evett hegyes badargomba helyett, és végül vesetranszplantációra szorult.
A pszilocibin tartalmú anyagok - így a hegyes badargomba - birtoklása a világ legtöbb országában, így Magyarországon is, illegális, rájuk a pszichoaktív anyagokra vonatkozó jogszabályok érvényesek.

## Taxonómiája
A fajt elsőként Elias Magnus Fries írta le Agaricus semilanceatus néven 1838-ban megjelent Epicrisis Systematis Mycologici c. művében. 1871-ben Paul Kummer áthelyezte a Psilocybe nemzetségbe, amikor Fries számos Agaricus-alcsoportját genus-szintre emelte. A Panaeolus semilanceatus szintén erre a fajra vonatkozik; ezt Jakob Emanuel Lange használta az 1930-as években megjelent publikációiban. A P. semilanceata egyes korábbi variációit ma már Psilocybe strictipes-ként külön fajba sorolják: ilyen a Pier Andrea Saccardo által 1887-ben leírt caerulescens változat (eredeti nevén Agaricus semilanceatus var. coerulescens), a Rolf Singer által 1969-ben leírt microspora, és a Marcel Bon által 1985-ben leírt obtusata.
A 2000-es években több molekuláris genetikai vizsgálat fényt derített arra, hogy a Psilocybe nemzetség polifiletikus, és javasolták kettébontását egy kékülő, hallucinogén és a nem-kékülő, nem-hallucinogén fajcsoportra. A genus típusfaja ekkor az utóbbi csoportba tartozó Psilocybe montana volt, így elvben ennek kellett volna továbbvinnie a régi nevet. A Psilocybe elnevezés viszont ekkor már széleskörűen ismert volt a drogok iránt érdeklődő társadalmi csoportokban, beleértve ebbe a vonatkozó törvényeket és azt betartató szervezeteket is; ezért a nemzetség típusfajává a P. semilanceatát választották 2009-ben. A nem-kékülő, nem-hallucinogén csoport a Deconica genusnevet kapta.
A Psilocybe név az ógörög pszilósz (sima, csupasz) és bizánci görög kubé(fej) szavakból tevődik össze. A semilancolata latin eredetű, jelentés "félig lándzsaszerű".

## Fordítás
- Ez a szócikk részben vagy egészben  a   Psilocybe semilanceata című angol Wikipédia-szócikk ezen változatának fordításán alapul.  Az eredeti cikk szerkesztőit annak laptörténete sorolja fel. Ez a jelzés csupán a megfogalmazás eredetét és a szerzői jogokat jelzi, nem szolgál a cikkben szereplő információk forrásmegjelöléseként.